# Lucho González
Luis Óscar González, detto Lucho (Buenos Aires, 19 gennaio 1981), è un allenatore di calcio ed ex calciatore argentino, di ruolo centrocampista.
È soprannominato El Comandante.

## Carriera

### Club
Inizia a giocare da 14 anni per l'Huracán, e debutta in Primera División argentina a 18 anni,  il 22 aprile 1999. Nel 2002 si trasferisce al River Plate dove, nel 2004, vince il campionato Clausura.
Dopo le eccellenti performance al River Plate raggiunge un accordo con il Porto nel 2005, firmando un contratto di 5 anni con il giocatore. Nel giro di poco tempo si conquista la fiducia di tutto l'ambiente e viene promosso capitano. Diventa inoltre leader indiscusso del centrocampo dei "Dragoes", oltre che pupillo del ct Jesualdo Ferreira. Contribuisce in maniera significativa alle vittorie dei quattro campionati di fila da parte del club lusitano, distinguendosi per la grande visione di gioco e realizzando diverse marcature.
Il 30 giugno 2009, cambia squadra: viene comprato dall'Olympique de Marseille.
Nel 2010 vince con la squadra francese la Ligue 1 e la Coppa di Francia.
Il 31 gennaio 2012 viene acquistato dal Porto a parametro zero, con cui firma un contratto che lo legherà al club fino al 2014 a meno che non venga pagata la clausola rescissoria di 10 milioni di euro. Il 26 gennaio 2014 viene ufficializzato il suo passaggio all'Al-Rayyan. Nel 2015 viene acquistato dal River Plate, in cui torna dopo l'esperienza dal 2002 al 2005. Rimasto svincolato nel luglio 2016, il 16 settembre 2016 viene ingaggiato dall'Atlético Paranaense.

### Nazionale
Con la Nazionale albiceleste ha vinto la medaglia d'oro olimpica ad Atene 2004 e ha preso parte al campionato del mondo 2006. Nel 2009-2010 viene quasi sempre ignorato dal ct Maradona che non lo convoca per le qualificazioni mondiali.

## Statistiche

### Presenze e reti nei club
| Stagione                   | Squadra                    | Campionato                 | Campionato | Campionato | Coppe nazionali | Coppe nazionali | Coppe nazionali | Coppe continentali | Coppe continentali | Coppe continentali | Altre coppe | Altre coppe | Altre coppe | Totale | Totale |
| Stagione                   | Squadra                    | Comp                       | Pres       | Reti       | Comp            | Pres            | Reti            | Comp               | Pres               | Reti               | Comp        | Pres        | Reti        | Pres   | Reti   |
| -------------------------- | -------------------------- | -------------------------- | ---------- | ---------- | --------------- | --------------- | --------------- | ------------------ | ------------------ | ------------------ | ----------- | ----------- | ----------- | ------ | ------ |
| 1998-1999                  | Huracán                    | PD                         | 7          | 0          | -               | -               | -               | -                  | -                  | -                  | -           | -           | -           | 7      | 0      |
| 1999-2000                  | Huracán                    | PBN                        | 33+2       | 5+0        | -               | -               | -               | -                  | -                  | -                  | -           | -           | -           | 35     | 5      |
| 2000-2001                  | Huracán                    | PD                         | 34         | 3          | -               | -               | -               | -                  | -                  | -                  | -           | -           | -           | 34     | 3      |
| 2001-2002                  | Huracán                    | PD                         | 36         | 3          | -               | -               | -               | -                  | -                  | -                  | -           | -           | -           | 36     | 3      |
| Totale Huracán             | Totale Huracán             | Totale Huracán             | 110+2      | 11         | -               | -               | -               | -                  | -                  | -                  | -           | -           | -           | 112    | 11     |
| 2002-2003                  | River Plate                | PD                         | 32         | 7          | -               | -               | -               | CS+CL              | 1+9                | 0+1                | -           | -           | -           | 42     | 8      |
| 2003-2004                  | River Plate                | PD                         | 24         | 2          | -               | -               | -               | CS+CL              | 7+10               | 0+3                | -           | -           | -           | 41     | 5      |
| 2004-2005                  | River Plate                | PD                         | 26         | 8          | -               | -               | -               | CL                 | 11                 | 1                  | -           | -           | -           | 37     | 9      |
| 2005-2006                  | Porto                      | PL                         | 30         | 10         | CP              | 4               | 1               | UCL                | 6                  | 1                  | -           | -           | -           | 40     | 12     |
| 2006-2007                  | Porto                      | PL                         | 30         | 9          | CP              | 0               | 0               | UCL                | 8                  | 3                  | -           | -           | -           | 38     | 12     |
| 2007-2008                  | Porto                      | PL                         | 28         | 4          | CP+CdL          | 5+0             | 2+0             | UCL                | 7                  | 3                  | -           | -           | -           | 40     | 9      |
| 2008-2009                  | Porto                      | PL                         | 23         | 9          | CP+CdL          | 3+1             | 1+0             | UCL                | 9                  | 2                  | SP          | 1           | 0           | 37     | 12     |
| 2009-2010                  | O. Marsiglia               | L1                         | 32         | 5          | CF+CdL          | 0+4             | 0+1             | UCL+UEL            | 5+3                | 2+0                | -           | -           | -           | 44     | 8      |
| 2010-2011                  | O. Marsiglia               | L1                         | 36         | 8          | CF+CdL          | 1+4             | 0+0             | UCL                | 8                  | 2                  | SF          | 1           | 0           | 50     | 10     |
| 2011-gen. 2012             | O. Marsiglia               | L1                         | 19         | 2          | CF+CdL          | 2+2             | 0+0             | UCL                | 6                  | 1                  | SF          | 1           | 0           | 30     | 3      |
| Totale O. Marsiglia        | Totale O. Marsiglia        | Totale O. Marsiglia        | 87         | 15         |                 | 13              | 1               |                    | 22                 | 5                  |             | 2           | 0           | 124    | 21     |
| gen.-giu. 2012             | Porto                      | PL                         | 12         | 1          | CP+CdL          | 0+2             | 0+2             | UEL                | 2                  | 0                  | -           | -           | -           | 16     | 3      |
| 2012-2013                  | Porto                      | PL                         | 29         | 6          | CP+CdL          | 2+4             | 1+1             | UCL                | 8                  | 2                  | SP          | 1           | 0           | 44     | 10     |
| 2013-gen. 2014             | Porto                      | PL                         | 16         | 1          | CP+CdL          | 2+1             | 0+0             | UCL                | 6                  | 2                  | SP          | 1           | 0           | 26     | 3      |
| Totale Porto               | Totale Porto               | Totale Porto               | 168        | 40         |                 | 24              | 8               |                    | 46                 | 13                 |             | 3           | 0           | 241    | 61     |
| gen.-giu. 2014             | Al-Rayyan                  | QSL                        | 10         | 1          | -               | -               | -               | ACL                | 4                  | 1                  | -           | -           | -           | 14     | 2      |
| 2014-2015                  | Al-Rayyan                  | QSD                        | 16         | 7          | EQC             | 4               | 0               | GCC                | 7                  | 0                  | -           | -           | -           | 27     | 7      |
| Totale Al-Rayyan           | Totale Al-Rayyan           | Totale Al-Rayyan           | 26         | 8          |                 | 4               | 0               |                    | 11                 | 1                  | -           | -           | -           | 41     | 9      |
| lug.-dic. 2015             | River Plate                | PD                         | 9          | 1          | -               | -               | -               | CL+CS              | 4+4                | 0+0                | cSB+Cmc     | 1+2         | 0+0         | 20     | 1      |
| gen.-lug. 2016             | River Plate                | PD                         | 8          | 0          | -               | -               | -               | CL                 | 3                  | 1                  | -           | -           | -           | 11     | 1      |
| Totale River Plate         | Totale River Plate         | Totale River Plate         | 99         | 18         |                 | -               | -               |                    | 49                 | 6                  |             | 3           | 0           | 151    | 24     |
| set. 2016-                 | Atlético Paranaense        | A1/PR+A                    | 0+12       | 0+0        | CB              | 0               | 0               | -                  | -                  | -                  | -           | -           | -           | 12     | 0      |
| 2017                       | Atlético Paranaense        | A1/PR+A                    | 5+26       | 0+2        | CB              | 3               | 1               | CL                 | 12                 | 3                  | -           | -           | -           | 46     | 6      |
| 2018                       | Atlético Paranaense        | A1/PR+A                    | 0+27       | 0+1        | CB              | 6               | 0               | CS                 | 12                 | 0                  | -           | -           | -           | 45     | 1      |
| 2019                       | Atlético Paranaense        | A1/PR+A                    | 0+17       | 0+1        | CB              | 7               | 0               | CL                 | 4                  | 0                  | RS+cSB      | 2+1         | 0+0         | 31     | 1      |
| 2020                       | Atlético Paranaense        | A1/PR+A                    | 4+12       | 0+0        | CB              | 2               | 0               | CL                 | 6                  | 2                  | -           | -           | -           | 24     | 2      |
| 2021                       | Atlético Paranaense        | A1/PR+A                    | 0+0        | 0+0        | CB              | 0               | 0               | CS                 | 2                  | 0                  | -           | -           | -           | 2      | 0      |
| Totale Atlético Paranaense | Totale Atlético Paranaense | Totale Atlético Paranaense | 9+94       | 0+4        |                 | 18              | 1               |                    | 36                 | 5                  |             | 3           | 0           | 160    | 10     |
| Totale carriera            | Totale carriera            | Totale carriera            | 595        | 96         |                 | 59              | 10              |                    | 164                | 30                 |             | 11          | 0           | 829    | 136    |

### Cronologia presenze e reti in nazionale
| Cronologia completa delle presenze e delle reti in nazionale ― Argentina | Cronologia completa delle presenze e delle reti in nazionale ― Argentina | Cronologia completa delle presenze e delle reti in nazionale ― Argentina | Cronologia completa delle presenze e delle reti in nazionale ― Argentina | Cronologia completa delle presenze e delle reti in nazionale ― Argentina | Cronologia completa delle presenze e delle reti in nazionale ― Argentina | Cronologia completa delle presenze e delle reti in nazionale ― Argentina | Cronologia completa delle presenze e delle reti in nazionale ― Argentina |
| Data                                                                     | Città                                                                    | In casa                                                                  | Risultato                                                                | Ospiti                                                                   | Competizione                                                             | Reti                                                                     | Note                                                                     |
| ------------------------------------------------------------------------ | ------------------------------------------------------------------------ | ------------------------------------------------------------------------ | ------------------------------------------------------------------------ | ------------------------------------------------------------------------ | ------------------------------------------------------------------------ | ------------------------------------------------------------------------ | ------------------------------------------------------------------------ |
| 31-1-2003                                                                | San Pedro Sula                                                           | Honduras                                                                 | 1 – 3                                                                    | Argentina                                                                | Amichevole                                                               | 2                                                                        |                                                                          |
| 4-2-2003                                                                 | Los Angeles                                                              | Argentina                                                                | 1 – 0                                                                    | Messico                                                                  | Amichevole                                                               | -                                                                        |                                                                          |
| 8-2-2003                                                                 | Miami                                                                    | Stati Uniti                                                              | 0 – 1                                                                    | Argentina                                                                | Amichevole                                                               | 1                                                                        |                                                                          |
| 16-7-2003                                                                | La Plata                                                                 | Argentina                                                                | 2 – 2                                                                    | Uruguay                                                                  | Amichevole                                                               | -                                                                        |                                                                          |
| 20-8-2003                                                                | Firenze                                                                  | Argentina                                                                | 3 – 2                                                                    | Uruguay                                                                  | Amichevole                                                               | -                                                                        | 82’                                                                      |
| 9-9-2003                                                                 | Caracas                                                                  | Venezuela                                                                | 0 – 3                                                                    | Argentina                                                                | Qual. Mondiali 2006                                                      | -                                                                        | 85’                                                                      |
| 30-3-2004                                                                | Buenos Aires                                                             | Argentina                                                                | 1 – 0                                                                    | Ecuador                                                                  | Qual. Mondiali 2006                                                      | -                                                                        | 81’                                                                      |
| 2-6-2004                                                                 | Belo Horizonte                                                           | Brasile                                                                  | 3 – 1                                                                    | Argentina                                                                | Qual. Mondiali 2006                                                      | -                                                                        | 61’                                                                      |
| 6-6-2004                                                                 | Buenos Aires                                                             | Argentina                                                                | 0 – 0                                                                    | Paraguay                                                                 | Qual. Mondiali 2006                                                      | -                                                                        | 22’ 68’                                                                  |
| 7-7-2004                                                                 | Chiclayo                                                                 | Argentina                                                                | 6 – 1                                                                    | Ecuador                                                                  | Coppa America 2004 - 1º turno                                            | 1                                                                        |                                                                          |
| 10-7-2004                                                                | Chiclayo                                                                 | Argentina                                                                | 0 – 1                                                                    | Messico                                                                  | Coppa America 2004 - 1º turno                                            | -                                                                        | 66’                                                                      |
| 13-7-2004                                                                | Piura                                                                    | Argentina                                                                | 4 – 1                                                                    | Uruguay                                                                  | Coppa America 2004 - 1º turno                                            | -                                                                        | 79’                                                                      |
| 17-7-2004                                                                | Chiclayo                                                                 | Perù                                                                     | 0 – 1                                                                    | Argentina                                                                | Coppa America 2004 - Quarti di finale                                    | -                                                                        |                                                                          |
| 20-7-2004                                                                | Lima                                                                     | Argentina                                                                | 3 – 0                                                                    | Colombia                                                                 | Coppa America 2004 - Semifinale                                          | 1                                                                        |                                                                          |
| 25-7-2004                                                                | Lima                                                                     | Argentina                                                                | 2 – 2 dts (2 – 4 dtr)                                                    | Brasile                                                                  | Coppa America 2004 - Finale                                              | -                                                                        | 75’                                                                      |
| 9-10-2004                                                                | Buenos Aires                                                             | Argentina                                                                | 4 – 2                                                                    | Uruguay                                                                  | Qual. Mondiali 2006                                                      | 1                                                                        | 52’ 68’                                                                  |
| 13-10-2004                                                               | Santiago del Cile                                                        | Cile                                                                     | 0 – 0                                                                    | Argentina                                                                | Qual. Mondiali 2006                                                      | -                                                                        | 46’                                                                      |
| 17-11-2004                                                               | Buenos Aires                                                             | Argentina                                                                | 3 – 2                                                                    | Venezuela                                                                | Qual. Mondiali 2006                                                      | -                                                                        | 65’                                                                      |
| 30-3-2005                                                                | Buenos Aires                                                             | Argentina                                                                | 1 – 0                                                                    | Colombia                                                                 | Qual. Mondiali 2006                                                      | -                                                                        | Ammonizione                                                              |
| 8-6-2005                                                                 | Buenos Aires                                                             | Argentina                                                                | 3 – 1                                                                    | Brasile                                                                  | Qual. Mondiali 2006                                                      | -                                                                        | 71’                                                                      |
| 17-8-2005                                                                | Budapest                                                                 | Ungheria                                                                 | 1 – 2                                                                    | Argentina                                                                | Amichevole                                                               | -                                                                        | 82’                                                                      |
| 3-9-2005                                                                 | Asunción                                                                 | Paraguay                                                                 | 1 – 0                                                                    | Argentina                                                                | Qual. Mondiali 2006                                                      | -                                                                        |                                                                          |
| 9-10-2005                                                                | Buenos Aires                                                             | Argentina                                                                | 2 – 0                                                                    | Perù                                                                     | Qual. Mondiali 2006                                                      | -                                                                        |                                                                          |
| 12-10-2005                                                               | Montevideo                                                               | Uruguay                                                                  | 1 – 0                                                                    | Argentina                                                                | Qual. Mondiali 2006                                                      | -                                                                        | 80’                                                                      |
| 12-11-2005                                                               | Ginevra                                                                  | Argentina                                                                | 2 – 3                                                                    | Inghilterra                                                              | Amichevole                                                               | -                                                                        | 84’                                                                      |
| 16-11-2005                                                               | Doha                                                                     | Qatar                                                                    | 0 – 3                                                                    | Argentina                                                                | Amichevole                                                               | -                                                                        | 60’                                                                      |
| 1-3-2006                                                                 | Basilea                                                                  | Argentina                                                                | 2 – 3                                                                    | Croazia                                                                  | Amichevole                                                               | -                                                                        | 60’                                                                      |
| 10-6-2006                                                                | Amburgo                                                                  | Argentina                                                                | 2 – 1                                                                    | Costa d'Avorio                                                           | Mondiali 2006 - 1º turno                                                 | -                                                                        | 75’ 81’                                                                  |
| 16-6-2006                                                                | Gelsenkirchen                                                            | Argentina                                                                | 6 – 0                                                                    | Serbia e Montenegro                                                      | Mondiali 2006 - 1º turno                                                 | -                                                                        | 17’                                                                      |
| 30-6-2006                                                                | Berlino                                                                  | Germania                                                                 | 1 – 1 dts (4 – 2 dtr)                                                    | Argentina                                                                | Mondiali 2006 - Quarti di finale                                         | -                                                                        |                                                                          |
| 3-9-2006                                                                 | Londra                                                                   | Argentina                                                                | 0 – 3                                                                    | Brasile                                                                  | Amichevole                                                               | -                                                                        |                                                                          |
| 11-10-2006                                                               | Murcia                                                                   | Spagna                                                                   | 2 – 1                                                                    | Argentina                                                                | Amichevole                                                               | -                                                                        | 46’                                                                      |
| 7-2-2007                                                                 | Saint-Denis                                                              | Francia                                                                  | 0 – 1                                                                    | Argentina                                                                | Amichevole                                                               | -                                                                        | 78’                                                                      |
| 2-6-2007                                                                 | Basilea                                                                  | Svizzera                                                                 | 1 – 1                                                                    | Argentina                                                                | Amichevole                                                               | -                                                                        | 19’ 67’                                                                  |
| 5-6-2007                                                                 | Barcellona                                                               | Algeria                                                                  | 3 – 4                                                                    | Argentina                                                                | Amichevole                                                               | -                                                                        | 46’                                                                      |
| 2-7-2007                                                                 | Maracaibo                                                                | Argentina                                                                | 4 – 2                                                                    | Colombia                                                                 | Coppa America 2007 - 1º turno                                            | -                                                                        | 80’                                                                      |
| 5-7-2007                                                                 | Barquisimeto                                                             | Argentina                                                                | 1 – 0                                                                    | Paraguay                                                                 | Coppa America 2007 - 1º turno                                            | -                                                                        | 66’                                                                      |
| 15-7-2007                                                                | Maracaibo                                                                | Brasile                                                                  | 3 – 0                                                                    | Argentina                                                                | Coppa America 2007 - Finale                                              | -                                                                        | 67’                                                                      |
| 22-8-2007                                                                | Oslo                                                                     | Norvegia                                                                 | 2 – 1                                                                    | Argentina                                                                | Amichevole                                                               | -                                                                        | 46’                                                                      |
| 26-3-2008                                                                | Il Cairo                                                                 | Egitto                                                                   | 0 – 2                                                                    | Argentina                                                                | Amichevole                                                               | -                                                                        |                                                                          |
| 20-8-2008                                                                | Minsk                                                                    | Bielorussia                                                              | 0 – 0                                                                    | Argentina                                                                | Amichevole                                                               | -                                                                        |                                                                          |
| 19-11-2008                                                               | Glasgow                                                                  | Scozia                                                                   | 0 – 1                                                                    | Argentina                                                                | Amichevole                                                               | -                                                                        | 70’                                                                      |
| 1-4-2009                                                                 | La Paz                                                                   | Bolivia                                                                  | 6 – 1                                                                    | Argentina                                                                | Qual. Mondiali 2010                                                      | 1                                                                        | 68’                                                                      |
| 2-9-2011                                                                 | Calcutta                                                                 | Venezuela                                                                | 0 – 1                                                                    | Argentina                                                                | Amichevole                                                               | -                                                                        | 74’                                                                      |
| 6-9-2011                                                                 | Dacca                                                                    | Nigeria                                                                  | 1 – 3                                                                    | Argentina                                                                | Amichevole                                                               | -                                                                        | 69’                                                                      |
| Totale                                                                   |                                                                          | Presenze                                                                 | 45                                                                       |                                                                          | Reti                                                                     | 7                                                                        |                                                                          |

## Palmarès

### Club

#### Competizioni nazionali
- Primera B Nacional: 1

Huracan: 2000
- Campionato argentino: 2

River Plate: Clausura 2003, Clausura 2004
- Campionato portoghese: 6

Porto: 2005-2006, 2006-2007, 2007-2008, 2008-2009, 2011-2012, 2012-2013
- Coppa del Portogallo: 1

Porto: 2005-2006
- Supercoppa di Portogallo: 1

Porto: 2013
- Campionato francese: 1

Olympique de Marseille: 2009-2010
- Coppa di Lega francese: 2

Olympique de Marseille: 2009-2010, 2010-2011
- Supercoppa francese: 2

Olympique Marsiglia: 2010, 2011

#### Competizioni internazionali
- Coppa Libertadores: 1

River Plate: 2015
- Coppa Suruga Bank: 2

River Plate: 2015
Atletico Paranaense: 2019
- Recopa Sudamericana: 2

River Plate: 2015, 2016
- Coppa Sudamericana: 1

Atletico Paranaense: 2018

### Nazionale
- Oro olimpico: 1

Atene 2004

### Individuale
- Equipo Ideal de América: 1

2004
- Miglior giocatore della Supercoppa di Portogallo: 1

2013